# Льюис, Фрэнк
Фрэнк Уайетт Льюис (англ. Frank Wyatt Lewis; 6 декабря 1912, Колмен, Техас, США — 16 августа 1998, Стиллуотер, Оклахома, США) — американский борец вольного стиля, чемпион Олимпийских игр. 

## Биография
Занимался борьбой ещё в школе, но поступив в колледж решил оставить занятия. Однако ему необходимы были оценки по физкультуре и самым простым способом их получить было поступить в класс борьбы. У Фрэнка Льюиса был небольшой порок сердца, поэтому для него разработали специальную методику тренировок, позволяющую развивать выносливость без вреда для здоровья.
Выступая за колледж стал двукратным чемпион США по версии NCAA (1934, 1935) и чемпионом США по версии ААА (1935), где он был признан лучшим борцом турнира.
На Летних Олимпийских играх 1936 года  в Берлине боролся в категории до 72 килограммов (полусредний вес). Выбывание из турнира проходило по мере накопления штрафных баллов. Схватку судили трое судей, за чистую победу штрафные баллы не начислялись, за победу решением судей при любом соотношении голосов начислялся 1 штрафной балл, за проигрыш решением 2-1 начислялись 2 штрафных балла, проигрыш решением 3-0 и чистый проигрыш карался 3 штрафными баллами.
Титул оспаривали 16 человек. Первые три круга Фрэнк Льюис выиграл более чем убедительно, положив всех соперников на лопатки. В четвёртом круге случилась осечка: Льюис чисто проиграл шведу Туре Андерссону. Судьба золотой медали решалась в пятом круге, в котором Льюис сумел чисто победить противника, а у Туре Андерссона отобрал очки француз Жан Журлин, не позволив одержать над собой чистую победу. Таким образом у Льюиса было 3 штрафных балла, а у Андерссона — 4, что позволило Льюису стать олимпийским чемпионом.
| Круг  | Соперник       | Страна    | Результат | Основание                | Время схватки |
| ----- | -------------- | --------- | --------- | ------------------------ | ------------- |
| 1     | Жюльен Бек     | Бельгия   | Победа    | Туше (0 штрафных баллов) | 5:03          |
| 2     | Джозеф Шляймер | Канада    | Победа    | Туше (0 штрафных баллов) | 6:17          |
| 3     | Хюсейн Эржетин | Турция    | Победа    | Туше (0 штрафных баллов) | 5:59          |
| 4     | Туре Андерссон | Швеция    | Поражение | Туше (3 штрафных балла)  | 12:24         |
| 5     | Вилли Ангст    | Швейцария | Победа    | Туше (0 штрафных балла)  | 6:00          |
| Финал | -              | -         | -         | -                        | -             |

Член нескольких залов славы, включая Национальный зал славы борьбы (1979) 
По окончании карьеры в большом спорте работал торговцем нефтепродуктами, был партнёром в фирме Dickson-Lewis Drilling Company. Был женат, от брака имел двух сыновей и двух дочерей, девять внуков. Умер в 1998 году.